# VM i ishockey 1997
 Denne artikel omhandler VM for herrer. Opslagsordet har også en anden betydning, se VM i ishockey 1997 (kvinder).
Verdensmesterskabet i ishockey 1997 var det 61. VM i ishockey, arrangeret af IIHF. Der var 39 deltagende hold ved mesterskabet, hvilket var en tangering af den hidtidige deltagerrekord fra 1995 og 1996. 
I forhold til året var der oprettet en E-gruppe, således at VM for første gang blev afviklet i fem niveauer som A-, B-, C-, D- og E-VM. De tolv bedste hold spillede om A-VM, mens både B-, C- og D-VM havde deltagelse af otte hold. E-VM bestod af de resterende tre hold.
A-VM i Helsinki, Tampere og Turku, Finland i perioden 26. april – 14. maj 1997.
B-VM i Katowice, Polen i perioden 12. – 21. april 1997.
C-VM i Tallinn og Kohtla-Järve, Estland i perioden 22. – 28. marts 1997.
D-VM i Canillo, Andorra i perioden 22. – 28. marts 1997.
E-VM i Ankara, Tyrkiet i perioden 19. – 24. februar 1997.
For første gang ved VM blev finalen afgjort over ikke én men tre kampe, mesterskabet blev for 21. gang vundet af Canada, der i finalen mod Sverige tabte den første kamp med 2-3 men derefter vandt de efterfølgende to kampe med 3-1 og 2-1. Bronzemedaljerne gik til de forsvarende verdensmestre fra Tjekkiet, som i bronzekampen besejrede Rusland med 4-3. Letland spillede sit første A-VM siden 1939 og endte overraskende på 7.-pladsen.
| A-VM 1997 | A-VM 1997 |
| --------- | --------- |
| Guld      | Canada    |
| Sølv      | Sverige   |
| Bronze    | Tjekkiet  |
| 4.        | Rusland   |
| 5.        | Finland   |
| 6.        | USA       |
| 7.        | Letland   |
| 8.        | Italien   |
| 9.        | Slovakiet |
| 10.       | Frankrig  |
| 11.       | Tyskland  |
| 12.       | Norge     |

| B-VM 1997 | B-VM 1997      |
| --------- | -------------- |
| 13.       | Hviderusland   |
| 14.       | Kasakhstan     |
| 15.       | Schweiz        |
| 16.       | Østrig         |
| 17.       | Polen          |
| 18.       | Storbritannien |
| 19.       | Holland        |
| 20.       | Danmark        |

| C-VM 1997 | C-VM 1997 |
| --------- | --------- |
| 21.       | Ukraine   |
| 22.       | Slovenien |
| 23.       | Estland   |
| 24.       | Japan     |
| 25.       | Rumænien  |
| 26.       | Ungarn    |
| 27.       | Kina      |
| 28.       | Litauen   |

| D-VM 1997 | D-VM 1997   |
| --------- | ----------- |
| 29.       | Kroatien    |
| 30.       | Sydkorea    |
| 31.       | Spanien     |
| 32.       | Jugoslavien |
| 33.       | Israel      |
| 34.       | Australien  |
| 35.       | Bulgarien   |
| 36.       | Belgien     |

| E-VM 1997 | E-VM 1997   |
| --------- | ----------- |
| 37.       | Sydafrika   |
| 38.       | New Zealand |
| 39.       | Tyrkiet     |

I forbindelse med udvidelse af A-gruppen fra 12 til 16 hold, var op- og nedrykningsproceduren i forbindelse med dette VM noget specielle. De 11 bedste hold fra A-VM kvalificerede sig direkte til næste A-VM sammen med vinderen af B-VM, Hviderusland. Som noget nyt var værtslandet for det næste A-VM også automatisk kvalificeret, og dermed rykkede Schweiz også direkte op i A-gruppen, selvom holdet "kun" endte på tredjepladsen ved B-VM. Endvidere besluttede IIHF, at én plads i A-gruppen i perioden 1998-2004 skulle være forbeholdt et hold fra Fjernøsten, og dermed fik Japan nærmest foræret en oprykning fra C-gruppen til A-gruppen. De sidste to pladser ved det kommende A-VM blev tildelt de to bedste hold i en kvalifikationsturnering med deltagelse af nr. 12 fra A-VM samt nr. 2, 4 og 5 fra B-VM, hvorfra Kasakhstan og Østrig kvalificerede sig.
| Sport | Spire Denne artikel om sport er en spire som bør udbygges. Du er velkommen til at hjælpe Wikipedia ved at udvide den. |